# 슈퍼걸 (텔레비전 프로그램)
《슈퍼걸》(초급여성)은 2004년부터 2016년까지 중국에서 방송된 여성 가수 오디션 프로그램이다. 예선을 통해 100명의 아마추어 여성가수를 선발해 집중 트레이닝을 시키고, 그중 20명만이 최종 라운드에 진출하게 된다. 최종 진출자들은 5명의 멘토에게 트레이닝을 받게 되며 마지막에는 온라인과 모바일 문자 등 시청자 투표를 통해 최종 1인을 선발하게 된다.

## 주요 참가자
- 리위춘 - 시즌2 우승
- 지단디
- 장량잉
- 허제
- 쉬양리

## 같이 보기
- 슈퍼보이 (텔레비전 프로그램)
- 중국호성음